# غریب حاجی
غریب حاجی یک روستا در ایران است که در بخش انجیرلوواقع شده‌است. غریب حاجی ۱۱۹ نفر جمعیت دارد.